# Johannes Steen
Johannes Wilhelm Christian Steen (Christiania, 22 de julho de 1827 — Voss, 1 de abril de 1906) foi um educador norueguês que serviu como 6º primeiro-ministro da Noruega de 1891 a 1893 e de 1898 a 1902.

## Juventude
Ele nasceu em Christiania (agora Oslo, Noruega). Ele cresceu em Vesteraalen como filho de John Svaboe Steen (1798-1872) e Christine Fleischer (1805-1851). Seu pai era um juiz e membro do Parlamento. Seu irmão Frederik Steen também foi membro do Parlamento.
Ele fez seu examen artium em Tromsø em 1844. A partir de 1844, ele foi aluno da Universidade de Christiania. Nos 42 anos seguintes, Steen combinou sua profissão de professor e educador com uma carreira política. Ele serviu como professor em Bergen (1850-1855) e Tromsø (1855-1866). Ele foi prefeito de Tromsø (1856–1862) e (1864–1866). A partir de 1866 foi Reitor da Escola da Catedral de Stavanger.

## Carreira
Steen foi prefeito de Stavanger (1872-1883) e (1885-1890). Em 1859 foi eleito pela primeira vez membro do Storting para Tromsø. Em 1868, Steen foi eleito para o Storting for Stavanger. A partir de 1871, o Storting tornou-se cada vez mais marcado pelo debate político e pela luta entre as forças liberais e conservadoras. Steen serviu pela primeira vez como presidente da câmara baixa (Odelstinget) 1871–1873 e 1877–1881. Ele serviu como primeiro-ministro da Noruega por dois mandatos. Steen tornou-se primeiro-ministro de 6 de março de 1891 a 2 de maio de 1893. Em 1894, Steen foi reeleito para o Storting de Trondheim. Steen tornou-se primeiro-ministro novamente de 17 de fevereiro de 1898 a 21 de abril de 1902.
A administração final de Steen foi responsável pela Lei de Vendas de Terras de 1902, que limitava a compra ou arrendamento de terras estatais a falantes fluentes de norueguês, impedindo o povo Saami de comprar suas terras tradicionais de caça e pastagem.
Em 1884 foi co-fundador da Associação Norueguesa para os Direitos da Mulher.

## Vida pessoal
Ele se casou em 1849 com Elise Henriette Stoltenberg (1826-1896). Ele foi feito um Cavaleiro da Ordem de St Olav em 1887. Ele morreu em 1906 em Voss em Hordaland e foi enterrado em Vår Frelsers gravlund em Kristiania.